# Bee (Oklahoma)
Bee – jednostka osadnicza w Stanach Zjednoczonych, w stanie Oklahoma, w hrabstwie Johnston.